# Garotas Suecas
Garotas Suecas é uma banda brasileira fundada em 2005 em São Paulo.
É conhecida por sua ampla sonoridade, que engloba inúmeros gêneros musicais, como rock, funk e soul.

## Biografia

### Início
Formada em 2005, o Garotas Suecas condensou suas influências de rock, soul e psicodelia nos EP's Hey, Hey, Hey, São os Garotas Suecas (2006), Difícil de Domar (2008) e Dinossauros (2009), exibindo grande vigor de palco até ser indicado ao prêmio Revelação MTV 2009.
Desde o início da carreira, a banda investiu na criatividade de seus clipes. “Difícil de Domar” rendeu um prêmio na edição de 2008 do Vídeo Music Brasil (VMB), da MTV. Os vídeos de “Bugalu” e “Codinome Dinamite” somaram-se à bem-sucedida empreitada audiovisual, que teve seu auge no divertido “Banho de Bucha”, primeiro clipe do álbum de estreia Escaldante Banda, que projetou os paulistanos para um público mais amplo. A banda venceu o prêmio de "Aposta MTV" no VMB 2008.

### Escaldante Banda
Lançado nos EUA em 2010 pelo selo American Dust, o disco Escaldante Banda trouxe um ar mais tropicalista nas experiências sonoras já realizadas anteriormente e antecipou uma grande turnê que passou por dezenas de cidades naquele país.
O extenso currículo de shows incluiu apresentações nos festivais South by Southwest (Austin), Primavera Sound (Barcelona, Espanha), Bumbershoot (Seattle - ao lado de lendas como Bob Dylan, Booker T. Jones e Solomon Bourke), Pirenéus Sul (Huesca, Espanha), entre muitos outros. A partir daí, publicações estrangeiras como New York Times, Washington Post, El País e BLITZ não pouparam elogios ao descrever a contagiosa presença de palco do grupo.
No Brasil, Escaldante Banda foi lançado de forma independente e também conquistou a imprensa: foi eleito um dos 10 melhores álbuns de 2010 na revista Rolling Stone Brasil e indicada ao 7.º Prêmio Bravo! Prime de Cultura na categoria Melhor CD Popular, além de integrar enquetes de grandes jornais como Folha de S. Paulo e O Globo. Em nossos palcos, o quinteto se apresentou em festivais importantes como Planeta Terra e Cultura Inglesa.
A banda foi indicada ao Video Music Brasil, em 2011, nas categorias "Melhor Videoclipe", com "Banho de Bucha" e "Melhor Capa", com Escaldante Banda.
Em 2012, o Garotas Suecas lançou em formato de single virtual sua versão para “Bat Macumba”, clássico de Caetano Veloso e Gilberto Gil que saiu na coletânea La Onda Vampi, da Vampi Soul Records, na Espanha, selo responsável por editar Escaldante Banda no Velho Continente.
O quinteto voltou a excursionar na Europa em 2012 e extraiu mais dois clipes do disco: “Não Se Perca Por Aí”, gracioso drama romântico protagonizado por bonecos, indicado a Clipe do Ano no VMB 2012; e “Alma” que, além de ganhar uma produção experimental do diretor Pedro Knoll – a canção ainda ganhou registro ao lado da diva Elza Soares no projeto Meet the Legends, parceria da marca Ray-Ban com a revista VICE.
Como forma de antecipar Feras Míticas, em junho de 2013 a banda lançou um compacto com versão alternativa de “Eu Avisei Você” no lado A e “New Country” no lado B.

### Feras Míticas
Shows em países na Europa e América do Norte, experiências e parcerias pelo Brasil e ampliação do público ao redor do mundo: o bumerangue musical do Garotas Suecas foi bem longe para que a banda voltasse mais para si própria em seu segundo CD, Feras Míticas. Com produção do britânico Nick Graham-Smith, o álbum foi gravado no Pendulum Studio, na capital paulista, e mostra o quinteto com uma sonoridade mais sólida, pronta para influenciar gerações.

A nova fase culminou em mudanças simbólicas. O grupo trouxe participações de renomados artistas da atual e velha geração: a rapper Lurdez da Luz (“A Nuvem”), o titã Paulo Miklos (“Charles Chacal”) e o americano Kid Congo Powers (“L.A. Disco”), fundador de grupos como The Cramps e The Gun Club. Há um número maior de composições em inglês e mais dinâmica: além do vocalista Guilherme Sal, a tecladista Irina Bertolucci e os irmãos Tomaz e Nico Paoliello (guitarra e bateria, respectivamente) emprestam suas vozes em diferentes canções.
“Com esse disco nos preocupamos menos com a coerência das nossas referências e mais com a cara do Garotas”, resume Tomaz.
Retrato de uma banda cosmopolita, Feras Míticas une diferentes visões de Sal, Irina, Tomaz, Nico e o baixista Fernando Freire de cidades que, apesar de seus altos e baixos, continuam inspiradoras. Parques de diversões, zoológicos, shoppings e cinemas são descritos em “O Primeiro Dia”, cantada por Irina, com slide-guitar de Nick Graham-Smith. Na espirituosa “St. Marks Theme”, “rabiscos desenham” ao som do conjunto de cordas formado por Fábio Tagliaferri (viola), Mário Manga (violoncelo) e Otávio Teco (violino). “Manchetes da Solidão” procura o amor num cenário metropolitano. A falta de movimento incomoda em “Bucolismo (Um Dia No Campo)”, faixa em que Nico parece contar os segundos para que o excesso de tranquilidade acabe – “Preso aqui nesse começo de mundo/E nada do que eu disser deve fazer barulho algum”, o baterista lamenta ao som de riffs de guitarra que variam do reggae ao R&B. Músicas como a funkeada “L.A. Disco” e “Eu Avisei Você” (que ganhou clipe em preto e branco dirigido por André Peniche) retomam o humor sagaz da banda. Em “Bicho”, o Garotas Suecas aconselha com autoridade de fera. Na sequência, mostra suas garras letais em “Charles Chacal”, inédita dos Titãs escrita por Sérgio Britto. Com Lurdez da Luz cantando como trovão, “A Nuvem” é um olhar mais apurado quando o assunto é contemplação. Pois nem tudo se resume a sol e estrelas: “A nuvem é a força mais extrema do céu”, cantam Sal e Irina num dueto irresistível. “Roots Are For Trees” sintetiza o novo momento do grupo. A opção por compor em inglês é crucial para entender o pertencimento universal do Garotas Suecas. “My feet don’t care about the ground they stand”, Tomaz divaga antes de seu solo de guitarra delinear a mais longa faixa de Feras Míticas.
Para dar mais corpo ao disco, a banda convidou uma vigorosa sessão de metais, formada por Anderson Quevedo (sax barítono/flauta), Daniel Nogueira (sax tenor/flauta), Jaziel Gomes (trombone) e Paulinho Viveiro (trompete). As percussões ficam a cargo de Matheus Prado, presente em todo o processo de gravação do álbum e membro permanente dos shows do quinteto.

### Novo começo
Em março de 2014, o vocalista Guilherme Saldanha deixou a banda, pela presença dos outros 4 integrantes nos vocais em diversas músicas do segundo álbum. Assim, a banda passou por um processo de reformulação, com inúmeros re-arranjos.
Em agosto de 2015, como homenagem ao primeiro lançamento, que completaria 10 anos, a banda lançou um novo EP: Mal Educado. É o primeiro trabalho de uma nova fase da banda, com nova formação, onde todos se tornaram cantores e compositores. Isso quer dizer que cada uma das três músicas tem cantores e compositores diferentes. A sonoridade remete às primeiras influências, de soul, funk, roque de garagem e música brasileira, mas pensadas com as cabeças de 2015.
Em maio de 2017, lançam o single “Objeto Opaco”. Em julho do mesmo ano, participam da coletânea Dois Lados, com releituras de músicas do Skank, tocando “Mandrake e Os Cubanos”. No segundo semestre de 2017, lançam o disco Futuro do Pretérito.
Em 19 de julho de 2023, lançam seu quarto álbum, chamado 1 2 3 4, no Brasil pelo selo paulistano Freak e, no resto do mundo, pelo selo espanhol Vampisoul.

## Integrantes
- Tomaz Oliveira Paoliello – guitarra e vocal
- Irina Bertolucci Chermont – teclado, percussão e vocal
- Fernando Freire Machado (Perdido) – baixo e vocal
- Antonio Oliveira Paoliello (Nico) – bateria e vocal

## Discografia

### Álbuns de estúdio
- 2010: Escaldante Banda
- 2013: Feras Míticas
- 2017: Futuro do Pretérito
- 2023: 1 2 3 4

### EP
- 2006: Hey, Hey, Hey, São os Garotas Suecas
- 2008: Dificil de Domar
- 2009: Dinossauros
- 2015: Mal Educado

## Prêmios e indicações

### MTV Video Music Brasil
| Ano  | Trabalhos indicados | Prêmios              | Resultado |
| ---- | ------------------- | -------------------- | --------- |
| 2008 | Garotas Suecas      | Aposta MTV           | Venceu    |
| 2009 | Garotas Suecas      | Banda Revelação      | Indicado  |
| 2011 | Banho de Bucha      | Melhor Clipe         | Indicado  |
| 2011 | Escaldante Banda    | Melhor Capa de Álbum | Indicado  |
| 2012 | Não Se Perca Por Aí | Melhor Clipe         | Indicado  |